# Herzberg (Mecklenburg)

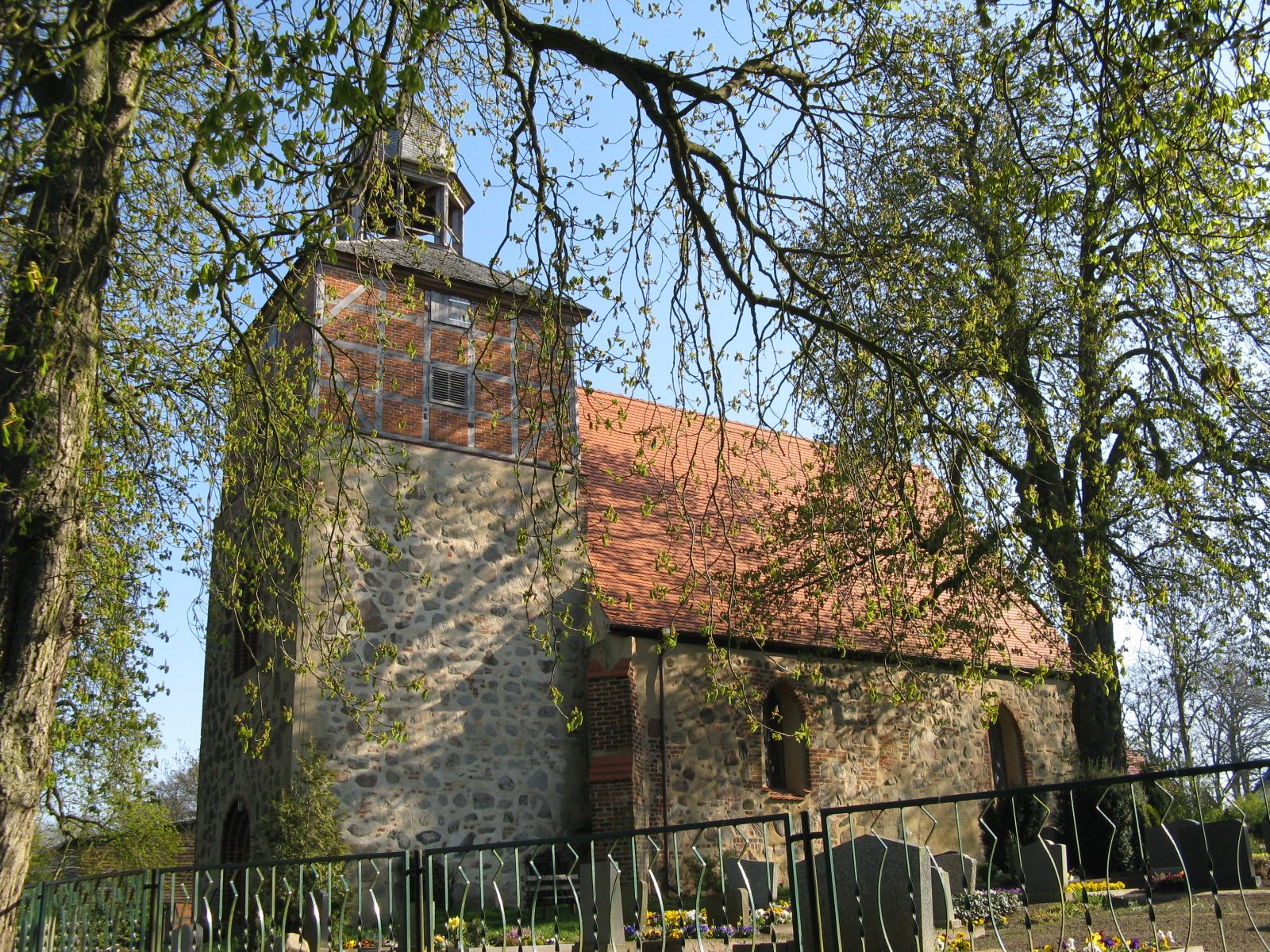
Kerk in Herzberg

Herzberg is een ortsteil van de Duitse gemeente Obere Warnow in de deelstaat Mecklenburg-Voor-Pommeren. Tot het eindejaar van 2011 was Grebbin een zelfstandige gemeente met de ortsteilen Grebbin, Kossebade en Wozinkel.